# Renzo Zanazzi
Renzo Zanazzi (Gazzuolo, Llombardia, 5 d'abril de 1924 - 28 de gener de 2014) va ser un ciclista italià, que fou professional entre 1946 i 1953. Va destacar com a velocista. Les seves principals victòries les aconseguí al Giro d'Itàlia, on guanyà tres etapes, una el 1946 i dues el 1947, edició en què també va vestir el mallot rosa durant tres etapes.
Els seu germans, Valeriano Zanazzi i Mario Zanazzi, també foren ciclistes.

## Palmarès
- 1946
  - Vencedor d'una etapa del Giro d'Itàlia
  - Vencedor d'una etapa de la Volta a Suïssa
- 1947
  - 1r a la Zuric-Lausana
  - Vencedor de 2 etapes del Giro d'Itàlia
- 1950
  - 1r al Critèrium de Lausana

### Resultats al Giro d'Itàlia
- 1946. 32è de la classificació general. Vencedor d'una etapa
- 1947. 15è de la classificació general. Vencedor de 2 etapes. Porta la maglia rosa durant 3 etapes
- 1948. Abandona
- 1950. 48è de la classificació general
- 1951. Abandona
- 1952. 75è de la classificació general

### Resultats al Tour de França
- 1951. Fora de control (7a etapa)